# فلاديمير برانكوفيتش
فلاديمير برانكوفيتش هو لاعب كرة قدم صربي في مركز الدفاع، ولد في 22 سبتمبر 1985 في بلغراد في صربيا. لعب مع زرينيسكي موستار وسبارتاك سوبتيتسا ونابريداك كروشيفاتس ونادي أو إف كيه بيوغراد ونادي أوبليتش ونادي بارتيزان ونادي شريف تيراسبول ونادي فويفودينا.

## وصلات خارجية
- فلاديمير برانكوفيتش على موقع قاعدة بيانات كرة القدم.إي يو (الإنجليزية)
- فلاديمير برانكوفيتش على موقع Soccerway.com (الإنجليزية)
- فلاديمير برانكوفيتش على موقع عالم كرة القدم.نت (الإنجليزية)